# Johann Bernhard Bach (Komponist, 1676)
Johann Bernhard Bach (getauft 25. November 1676 in Erfurt; † 11. Juni 1749 in Eisenach) war ein deutscher Komponist aus der  Familie Bach und ein Cousin zweiten Grades von Johann Sebastian Bach.

## Leben
Johann Bernhard Bach wurde 1676 in Erfurt geboren (höchstwahrscheinlich im November, allerdings wird auch das Datum 23. Mai oft genannt) und am 25. November 1676 in der Erfurter Kaufmannskirche getauft. Sein Geburtshaus ist das Haus „Zu den drei Rosen“ auf dem Junkersand. Er wurde – wie sein 1685 geborener Bruder Johann Christoph – von seinem Vater Johann Aegidius Bach schon als Kind musikalisch ausgebildet. Nach dem Besuch der Schola Mercatorum wurde er im Herbst 1690 in das Erfurter Ratsgymnasium eingeschult. 1695 wurde er Organist an der Kaufmannskirche in Erfurt. 1699 wechselte er an die St. Katharinenkirche nach Magdeburg. 1703 berief ihn Herzog Johann Wilhelm von Sachsen-Eisenach als Cembalisten in das Hoforchester nach Eisenach, wo er außerdem als Nachfolger seines Onkels Johann Christoph Bach als Organist an der Georgenkirche eingestellt wurde. Von 1708 bis 1712 arbeitete Johann Bernhard Bach in Eisenach mit Georg Philipp Telemann zusammen.
Am 6. August 1716 heiratete er Johanna Sophia Siefer. Das Ehepaar bekam drei Kinder. 1741 wurde das herzogliche Orchester aufgelöst, so dass sich Johann Bernhard Bach danach (bis zu seinem Tod) ausschließlich dem Kantorenamt widmete (wohl unter Fortzahlung seiner herzoglichen Bezüge von 100 Thalern).
Mit seinem berühmten Vetter Johann Sebastian war Johann Bernhard zeitlebens freundschaftlich verbunden. Er war 1715 Taufpate bei Johann Sebastians Sohn Johann Gottfried Bernhard, während Johann Sebastian 1722 Pate seines ältesten Sohnes Johann Ernst wurde. Dieser wurde nach dem Tode Johann Bernhards sein Nachfolger als Organist an der Georgenkirche in Eisenach.

## Werk
Der größte Teil seines musikalischen Schaffens, bis auf vier Orchestersuiten und einige Orgelwerke, ging verloren. Es ist bekannt, dass Johann Sebastian Bach mit seinem Orchester Collegium Musicum in Leipzig verschiedene Stücke seines Cousins aufführte.
Der Eintrag Bach (Familie) in MGG erwähnt den Einfluss Johann Pachelbels auf die Orgelkompositionen Johann Bernhard Bachs. Pachelbel war von 1678 bis 1690 Organist in Erfurt.